# Durant (Oklahoma)
Durant é uma cidade localizada no estado norte-americano de Oklahoma, no Condado de Bryan.

## Demografia
Segundo o censo norte-americano de 2000, a sua população era de 13.549 habitantes.
Em 2006, foi estimada uma população de 15.050, um aumento de 1501 (11.1%).

## Geografia
De acordo com o United States Census Bureau tem uma área de
49,4 km², dos quais 49,3 km² cobertos por terra e 0,1 km² cobertos por água.

## Localidades na vizinhança
O diagrama seguinte representa as localidades num raio de 20 km ao redor de Durant.